# Saint-Pierre-Bellevue
Saint-Pierre-Bellevue település Franciaországban, Creuse megyében. Lakosainak száma 213 fő (2022. január 1.). Saint-Pierre-Bellevue Le Monteil-au-Vicomte, Royère-de-Vassivière, Saint-Pardoux-Morterolles és Vidaillat községekkel határos.

## Népesség
A település népessége az elmúlt években az alábbi módon változott:
| Lakosok száma | 347  | 330  | 302  | 236  | 222  | 218  | 210  | 209  | 208  | 213  |
|               | 1968 | 1982 | 1990 | 2006 | 2013 | 2015 | 2017 | 2019 | 2020 | 2022 |